# Quatuor à cordes no 2 de Tippett
Pour les articles homonymes, voir Quatuor à cordes no 2.
Le Quatuor à cordes no 2 en fa dièse majeur est un quatuor à cordes du compositeur britannique Michael Tippett. Composé en 1941-1942, il comporte quatre mouvements et dure environ 21 minutes.

## Analyse de l'œuvre
1. Allegro grazioso
2. Andante
3. Scherzo (Presto)
4. Allegro appassionato